# Lê Hồ
Lê Hồ (1910–1945) là một nhà cách mạng Việt Nam đầu thế kỷ XX.
Ông sinh năm 1910, là người làng Cao Mật, tổng Phương Ðàn (nay là phường Lê Hồ), thị xã Kim Bảng, tỉnh Hà Nam. Năm 1926, ông hoạt động trong Hội Việt Nam Cách mạng Thanh niên. Năm 1933, ông gia nhập Đảng Cộng sản Đông Dương.
Ngày 1 tháng 5 năm 1938, ông cùng 30 đồng chí dẫn đầu đoàn nông dân từ Hà Nam kéo lên khu Ðấu Xảo – Hà Nội tham gia cùng 250 nghìn người mít-tinh kỷ niệm Ngày Quốc tế lao động. Năm 1940, chính quyền thực dân Pháp truy lùng ông ráo riết, ông bị bắt và bị đày đi Bá Vân (nay thuộc xã Bình Sơn, thành phố Sông Công, tỉnh Thái Nguyên). Hai năm sau, ông bị chính quyền thực dân đưa về quê nhà xét xử công khai nhưng không kết án mà lại tiếp tục bị đày đi Sơn La, Nghĩa Lộ.
Tháng 3 năm 1945, nhân Nhật đảo chính Pháp, ông vượt ngục trở về quê hương tiếp tục hoạt động. Sau một chuyến công tác lên Hòa Bình nhận vũ khí để chuẩn bị khởi nghĩa, ông lâm bệnh và qua đời ngày 17 tháng 6 năm 1945 tại làng Cao Mật. Cách mạng tháng 8 thành công, chính quyền Việt Nam Dân chủ Cộng hòa cho đổi tên tổng Phương Ðàn thành xã Lê Hồ theo tên ông.